# Ка Рафаело (Арецо)
Ка Рафаело је насеље у Италији у округу Арецо, региону Тоскана.
Према процени из 2011. у насељу је живело 102 становника. Насеље се налази на надморској висини од 425 м.